# Germanwings
Germanwings war eine deutsche Fluggesellschaft mit Sitz in Köln. Im Jahr 2002 trat sie als Billigfluggesellschaft in den Markt ein, zunächst als Tochter der Eurowings, ab 2009 der Lufthansa. Von 2012 bis 2015 übernahm Germanwings nach und nach alle Lufthansa-Flüge außerhalb der Drehkreuze Frankfurt und München. Ab Ende 2015 wurden diese Flüge von Eurowings vermarktet, wobei Germanwings eine der durchführenden Fluggesellschaften war. Am 24. März 2020 wurde der Flugbetrieb eingestellt, es werden jedoch weiterhin einzelne Flüge unter dem Germanwings-AOC durchgeführt, um die Emissionszertifikate erhalten zu können.

## Geschichte

Von 2002 bis 2013 genutztes Logo der Germanwings

### Jahre als Teil der Eurowings
Germanwings wurde 1996 unter dem Namen Eurowings Flug GmbH als hundertprozentige Tochtergesellschaft der Eurowings Luftverkehrs AG gegründet und 2002 in Germanwings GmbH umbenannt. Die Aufnahme des Flugbetriebs erfolgte am 27. Oktober 2002 mit fünf bislang im Charterverkehr eingesetzten Airbus A319-100 vom Flughafen Köln/Bonn aus. Lufthansa war zu diesem Zeitpunkt mit 24,9 % an Eurowings beteiligt, mit einer später gezogenen Option, diesen Anteil bis 2004 auf 49 % zu erhöhen.
Im September 2003 eröffnete Germanwings eine zweite Basis mit zunächst zwei Flugzeugen auf dem Flughafen Stuttgart und konnte so 30 verschiedene Verbindungen anbieten, davon zehn ab Stuttgart. Die Passagiere waren 2004 zu 38 % Geschäftsreisende, 26 % unternahmen eine Städtereise und 21 % besuchten Freunde und Verwandte. Wichtigster Vertriebskanal war mit 93 % der Buchungen das Internet.
2010 eröffnete Germanwings eine weitere Basis am Flughafen Hannover-Langenhagen. Dort stationierte sie drei A319-100 und flog 18 Ziele direkt an.
Ab 2005 bestand eine Stimmbindungsvereinbarung mit einem Treuhänder des Eurowings-Hauptaktionärs Albrecht Knauf, durch die die Lufthansa weitere 1,0001 % der Eurowings-Anteile und damit die Eurowings AG kontrollierte.
Eine zwischenzeitlich geplante Fusion von Germanwings mit Condor und TUIfly scheiterte im Jahr 2008 an unterschiedlichen Auffassungen über die Ausgestaltung des Zusammenschlusses. Der Aufsichtsrat der Eurowings hatte in seiner Sitzung am 8. Dezember 2008 dem Verkauf sämtlicher Anteile der Eurowings an Germanwings mit Wirkung zum 1. Januar 2009 an die Deutsche Lufthansa AG zugestimmt. Diese führt sie seitdem unter dem Dach der Lufthansa Commercial Holding. Inzwischen wurden auch das Streckennetz und die Flotte weiter ausgebaut, beispielsweise mit Flügen zwischen München und Berlin-Schönefeld oder Köln/Bonn und London-Stansted.

### Übernahme durch Lufthansa

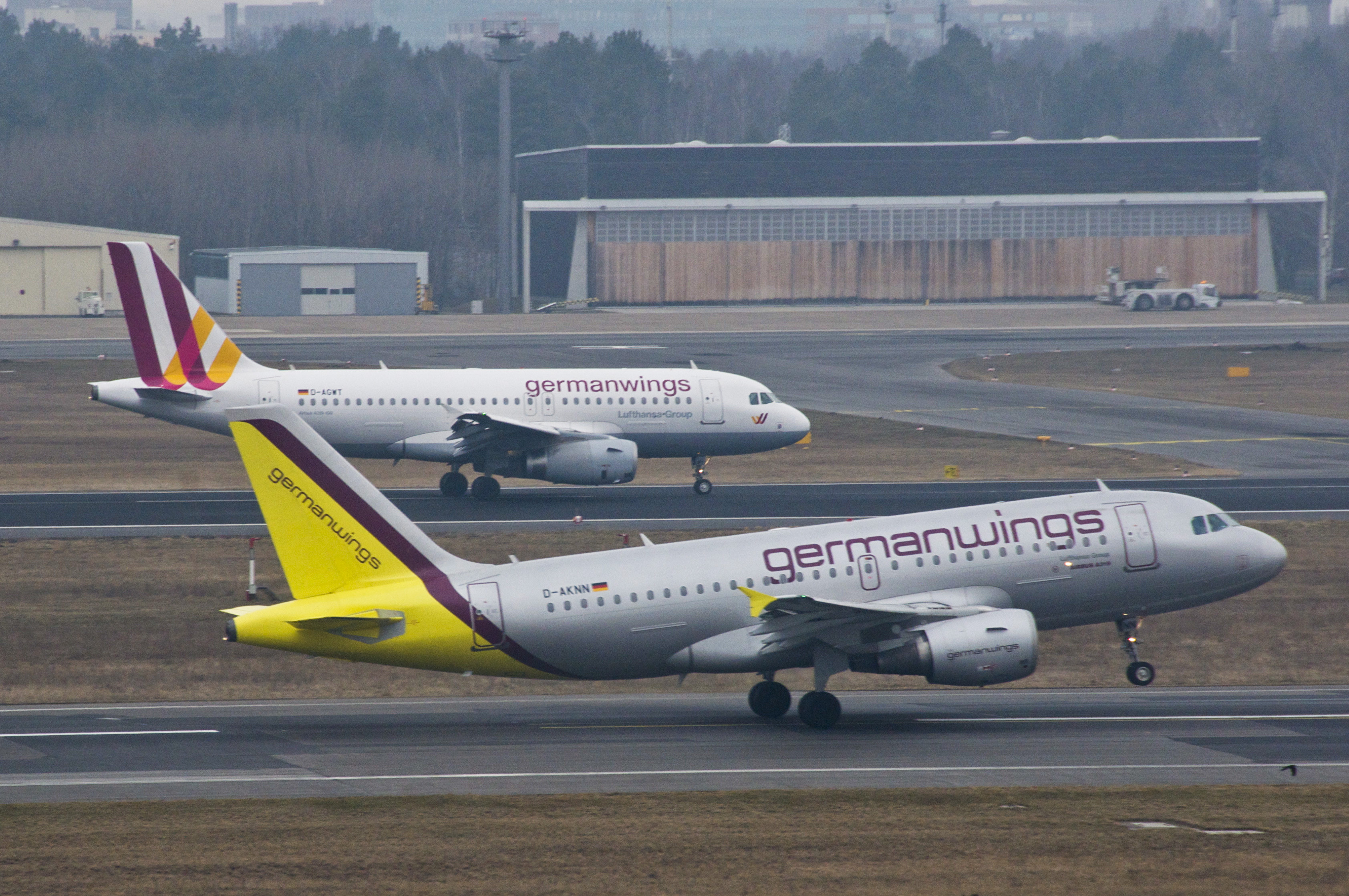
Airbus A319-100 in alter (vorne) und neuer Bemalung

2011 kündigte die Lufthansa an, im Laufe des Jahres 2012 alle europäischen Lufthansa-Verbindungen am Flughafen Stuttgart an Germanwings zu übergeben; die innerdeutschen Verbindungen blieben zunächst bei der Lufthansa. Diese Aufteilung war eine Blaupause für andere Standorte. Im Dezember 2012 gab Germanwings umfangreiche Umstrukturierungen unter dem Motto „Die neue Germanwings“ mit einem mehr an die Muttergesellschaft angelehnten Corporate Design bekannt, die ab dem 1. Juli 2013 eingeführt wurden. Germanwings erhielt Flugzeuge der Konzernmutter, übernahm innerdeutsche und innereuropäische Flüge der Lufthansa außerhalb derer Drehkreuze in Frankfurt und München und führt seither Eurowings-Flüge durch.
Nachdem Germanwings-Piloten im April 2014 drei Tage gestreikt hatten, legten sie am 29. August 2014 erneut die Arbeit nieder für eine Beibehaltung der betriebsinternen Pensionierungsmöglichkeit mit frühestens 55 Jahren bei bis zu 60 % ihrer letzten Bezüge. Ein weiterer Streik in dieser Angelegenheit fand im Oktober 2014 statt.
Germanwings wechselte von Berlin-Schönefeld nach Berlin-Tegel, um eine engere Vernetzung mit der Lufthansa zu ermöglichen. Ab Januar 2015 wurde der gesamte Lufthansa-Direktverkehr außerhalb der Flughäfen Frankfurt und München von Germanwings betrieben. Als letzte von Lufthansa betriebene Strecke wurde die Verbindung von Düsseldorf nach Zürich im Januar 2015 an Germanwings übergeben. 

### Wet-Lease-Operator der Eurowings
Am 3. Dezember 2014 gab der Lufthansa-Vorstandsvorsitzende Carsten Spohr bekannt, dass es weitere Umstrukturierungen im Bereich des Billig-Segments geben werde. Nach einer Aufsichtsratssitzung gab er bekannt, dass Germanwings ausschließlich im Auftrag von Eurowings mit einer bestehenden Flotte von 60 Flugzeugen der Kurz- und Mittelstrecke auf deutschen Flughäfen, außer München und Frankfurt, operieren werde. Nach Angaben von Spohr war Germanwings ein Erfolg, jedoch könne man mit Eurowings mehr Kosten sparen und mehr Geld für zukünftige Investitionen sichern. Für die Piloten und das Kabinenpersonal von Germanwings werde sich der Tarifvertrag nicht ändern. Lediglich die Piloten oder Flugbegleiter, die zu Eurowings wechseln, werden mit einem geringeren Lohn bezahlt. Über die Tarifverträge bei Eurowings muss jedoch gegebenenfalls aufgrund Pilotenstreiks noch verhandelt werden. Zeitlich fiel diese Phase mit dem durch den Kopiloten herbeigeführten Unfall auf dem Germanwings-Flug 9525 am 24. März 2015 mit insgesamt 150 Toten zusammen.
Am 25. Oktober 2015 übernahm die Eurowings GmbH die wirtschaftliche Verantwortung für Flüge und ist nun Vertragspartner der Passagiere. Ab dem 1. November 2015 ist Germanwings Wet-Lease-Operator der Eurowings.
Seit dem Winterflugplan 2017 führte Germanwings ausschließlich Flüge unter Eurowings-Flugnummern durch. Der eigene IATA-Code 4U bzw. ICAO-Code GWI wurde nur noch für Leerflüge verwendet.

### Abwicklung
Schon seit Ende 2017 verfolgte die Deutschen Lufthansa AG eine „One-AOC-Politik“ bei ihren Tochtergesellschaften. Der Betrieb von Germanwings sollte in den Betrieb der Eurowings überführt werden. Dieses kurzfristig zur Umsetzung ausgegebene Ziel scheiterte allerdings an gesetzlichen Rahmenbedingungen des LBA sowie an Konzerntarifverträgen, sodass es ursprünglich einen „Bestandsschutz“ für Germanwings bis Juni 2022 gab.
Im Zuge der Wirtschaftskrise 2020 wurde der Eurowings-Flugplan um 90 % reduziert und die gesamte Germanwings-Flotte stillgelegt. Am 2. April 2020 wurde bekannt, dass der Lufthansa-Konzern prüfe, Germanwings abzuwickeln. Die mit den Gewerkschaften und Personalvertretungen fertig ausgehandelte Option zur Beantragung von Kurzarbeitergeld, die den Kündigungsschutz für die Angestellten umfasst, wurde vom Lufthansa-Konzern nicht in Anspruch genommen. Am 6. April forderten die Gewerkschaften, Umstrukturierungsmaßnahmen nur im Einvernehmen zu entscheiden und appellierten an die Entscheidungsträger des Lufthansa-Konzerns, begleitet von einer Online-Petition, Germanwings zu erhalten.
Am 7. April 2020 gab Lufthansa bekannt, den Flugbetrieb von Germanwings nicht wieder aufzunehmen. So vielen Mitarbeitern wie möglich soll ein Wechsel in andere Gesellschaften der Lufthansa Group ermöglicht werden. Letzter Passagierflug von Germanwings im Auftrag von Eurowings war EW1979, der am 24. März 2020 um 22:06 Uhr aus Hamburg kommend in München landete. Er wurde mit einem Airbus A319 (Kennzeichen D-AKNU) durchgeführt.
Auch nach diesem Termin nutzte Eurowings allerdings im Kontakt mit der Flugsicherung gelegentlich noch den ICAO-Code GWI und das Germanwings-Rufzeichen, obwohl diese Flüge mit Eurowings-Flugnummer und in Maschinen mit Eurowings-Bemalung durchgeführt wurden. Laut Eurowings hatte dies einen „internen flugbetrieblichen Hintergrund“, da einige von der Germanwings übernommene Verbindungen laut Vertrag nur durch Flüge unter dem AOC dieser Gesellschaft bedient werden durften. Auf die bereits beschlossene endgültige Abwicklung der Fluggesellschaft habe dies jedoch keinen Einfluss. Auch im Mai 2024 werden weiterhin unregelmäßig Flüge im Germanwings-AOC durchgeführt.

## Flugziele

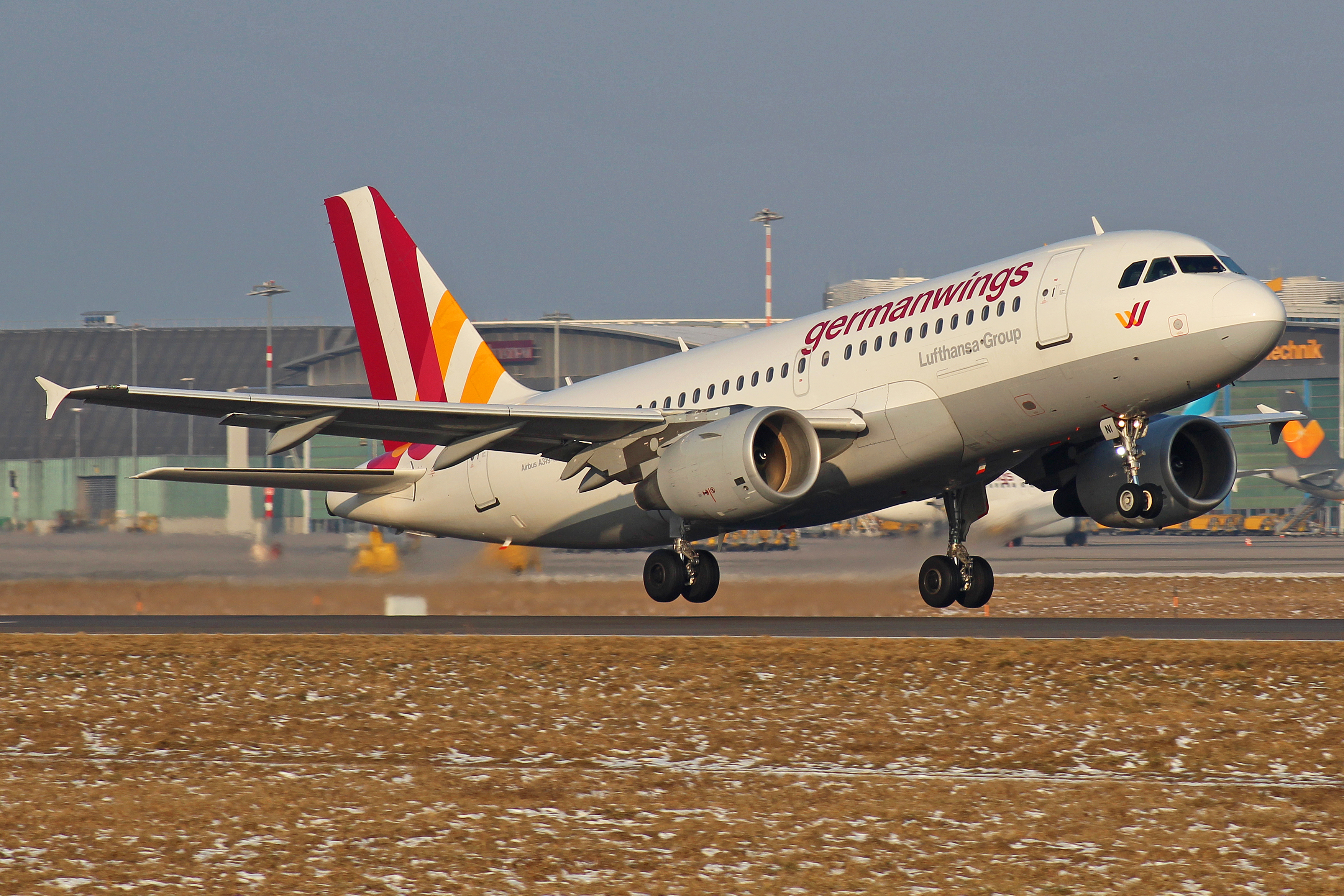
Airbus A319-100 der Germanwings in Stuttgart

Germanwings bediente von ihren Standorten in Düsseldorf, Berlin-Tegel, Dortmund, Hamburg, Hannover, Köln/Bonn, München, Nürnberg und Stuttgart über 130 Ziele in Deutschland, Europa und Nordafrika.

## Flotte

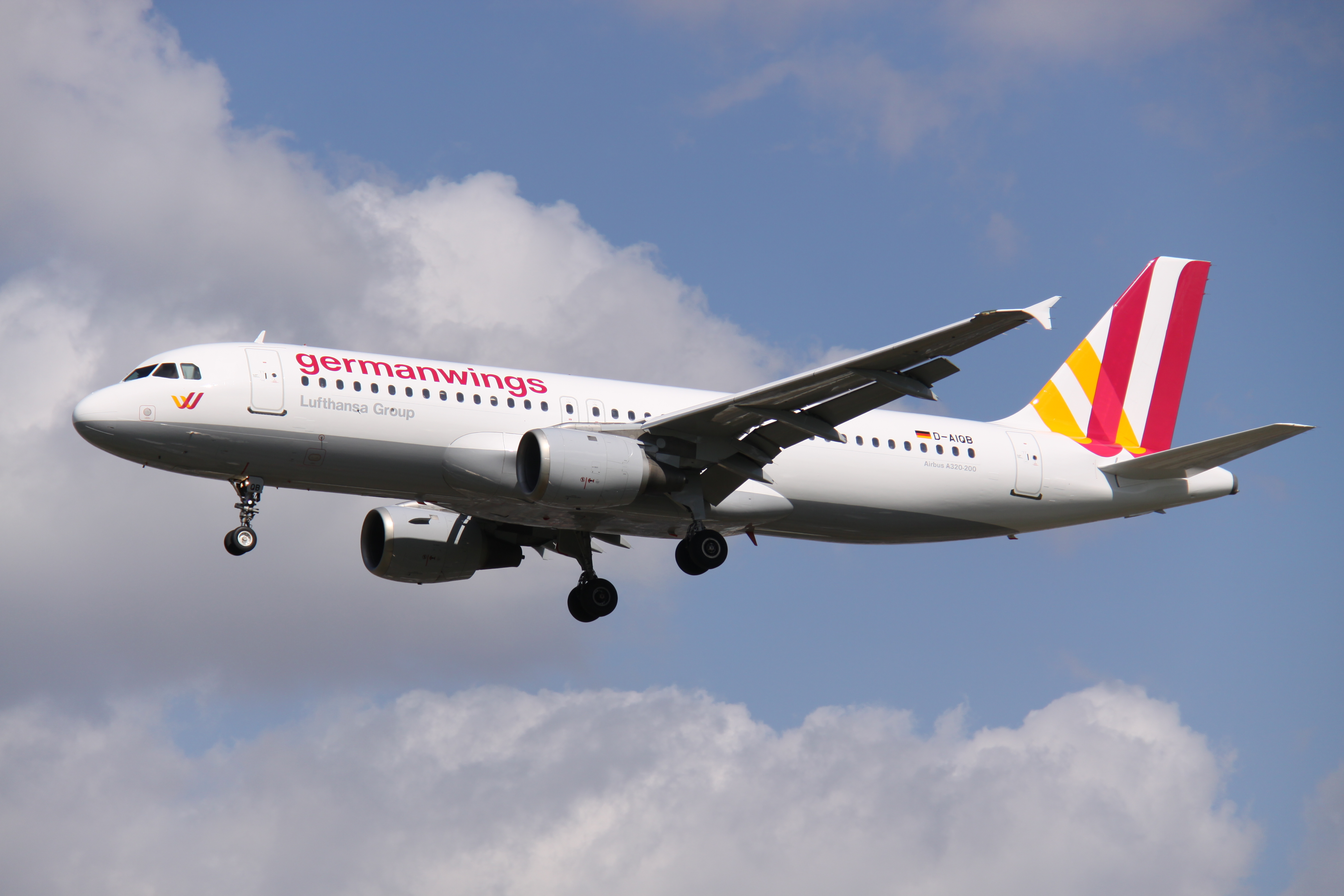
Airbus A320-200 der Germanwings

### Flotte zum Zeitpunkt der Betriebseinstellung
Im März 2020 bestand die Flotte von Germanwings aus 34 Flugzeugen mit einem Durchschnittsalter von 15,6 Jahren:
| Flugzeugtyp     | Anzahl | bestellt | Anmerkungen                                   | Sitzplätze |
| --------------- | ------ | -------- | --------------------------------------------- | ---------- |
| Airbus A319-100 | 26     |          | gesamte Flotte wurde von Eurowings übernommen | 144 / 156  |
| Airbus A320-200 | 8      |          | gesamte Flotte wurde von Eurowings übernommen | 174 / 180  |
| Gesamt          | 34     | -        |                                               |            |

Zum Zeitpunkt der Betriebseinstellung operierte Germanwings mit 7 Maschinen von Köln, mit je 5 Maschinen von Stuttgart und Berlin-Tegel, mit 4 Maschinen von Hamburg, mit 3 Maschinen von München und mit einer Maschine von Dortmund aus.

### Sonderbemalungen
Germanwings versah einige Flugzeuge aus ihrer Flotte mit großflächigen Werbe- oder anderweitigen Sonderbemalungen.
Ehemalige Sonderbemalungen
| Flugzeugtyp     | Luftfahrzeugkennzeichen | Bemalung                   | Bild |
| --------------- | ----------------------- | -------------------------- | ---- |
| Airbus A319-100 | D-AKNF                  | „Park-Inn-Hotels“          |      |
| Airbus A319-100 | D-AKNI                  | „Hamburg Shopper“          |      |
| Airbus A319-100 | D-AKNM                  | „Mhhhh, Baden-Württemberg“ |      |
| Airbus A319-100 | D-AKNO                  | „Berlin Bearbus“           |      |
| Airbus A319-100 | D-AKNR                  | „Spirit of T-Com“          |      |
| Airbus A319-100 | D-AKNS                  | „Spirit of T-Mobile“       |      |
| Airbus A319-100 | D-AGWX                  | „Köln“                     |      |
| Airbus A320-200 | D-AIPH                  | „Spirit of Cologne“        |      |
| Airbus A320-200 | D-AIQD                  | „Biene Maja“               |      |
| Airbus A320-200 | D-AIQM                  | „Wickie“                   |      |

### Zuvor eingesetzte Flugzeuge

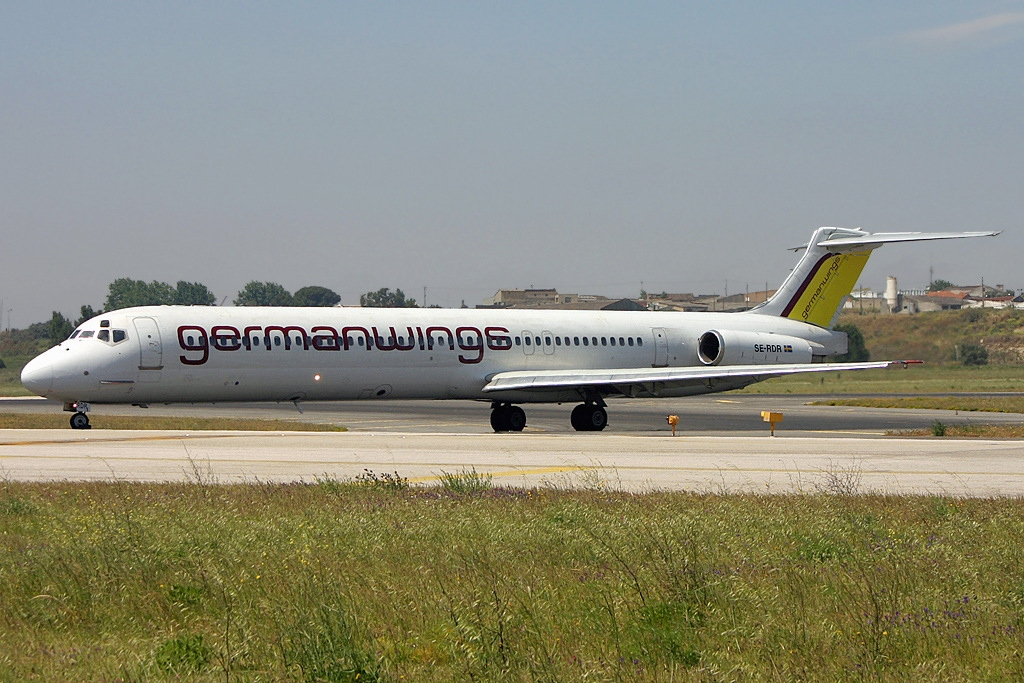
McDonnell Douglas MD-82 der Germanwings im Jahr 2007

In der Vergangenheit waren unter anderem folgende Flugzeugtypen im Rahmen von Wet Lease im Einsatz:
- Boeing 717-200 der Aebal[36]
- Boeing 737-800 der TUIfly[37]
- McDonnell Douglas MD-82/83/87 der Nordic Airways[38]

## Basisdaten
| Kenndaten          | Werte              |
| ------------------ | ------------------ |
| Fluggäste          | 7,73 Mio. (2010)   |
| Sitzladefaktor     | 81,8 % (Juli 2010) |
| Umsatz (in Mio. €) |                    |
| 2003               | 150                |
| 2004               | 245                |
| 2005               | 400                |
| 2006               | 560                |
| 2007               | 630                |
| 2008               | 650                |
| 2009               | 522                |
| 2010               | 630                |
| 2011               | 687                |
| 2012               | 990                |

## Vielfliegerprogramm
Unter dem Namen „Boomerang Club“ startete Germanwings das nach eigenen Angaben erste Vielfliegerprogramm einer Billigfluggesellschaft – jedoch boten sowohl V Bird als auch TUIfly bereits zuvor solche Programme an. Punkte können auch durch Inanspruchnahme von Partnerangeboten gesammelt werden. Es wurde Kritik an den Praktiken dieses Programmes geäußert, da man in den Anfangsjahren fünf Euro Anmeldungsgebühr bezahlen musste, auch die Gebühren des Freifluges mussten von den Reisenden selbst übernommen werden.
Germanwings wurde zum 1. September 2010 Partner von Miles & More der Lufthansa. Analog zu den Meilen, die Teilnehmer auf Lufthansa-Flügen sammeln, gelten künftig auch bei Germanwings-Verbindungen die gleichen Meilenwerte für die einzelnen Buchungsklassen.
Im Juli 2016 wurde das Vielfliegerprogramm Boomerang Club an die Eurowings Aviation GmbH verkauft, die seitdem die Vermarktung unter dem Markennamen Eurowings betreibt.
Das Programm wurde zum 30. Juni 2022 eingestellt. Ein Wechsel zu Miles & More wird den Mitgliedern empfohlen und eine Übertragung der bestehenden Meilenguthaben ermöglicht.

## Zwischenfälle
- Am 24. März 2015 zerschellte ein Airbus A320-200 auf Germanwings-Flug 9525 auf dem Gebiet der Gemeinde Prads-Haute-Bléone im südfranzösischen Département Alpes-de-Haute-Provence an einer Felswand. Die Maschine war von Barcelona nach Düsseldorf mit 144 Passagieren und 6 Besatzungsmitgliedern unterwegs, als der alleine im Cockpit anwesende Kopilot Andreas Lubitz absichtlich einen Sinkflug einleitete. Alle 150 Insassen kamen ums Leben.

## Trivia

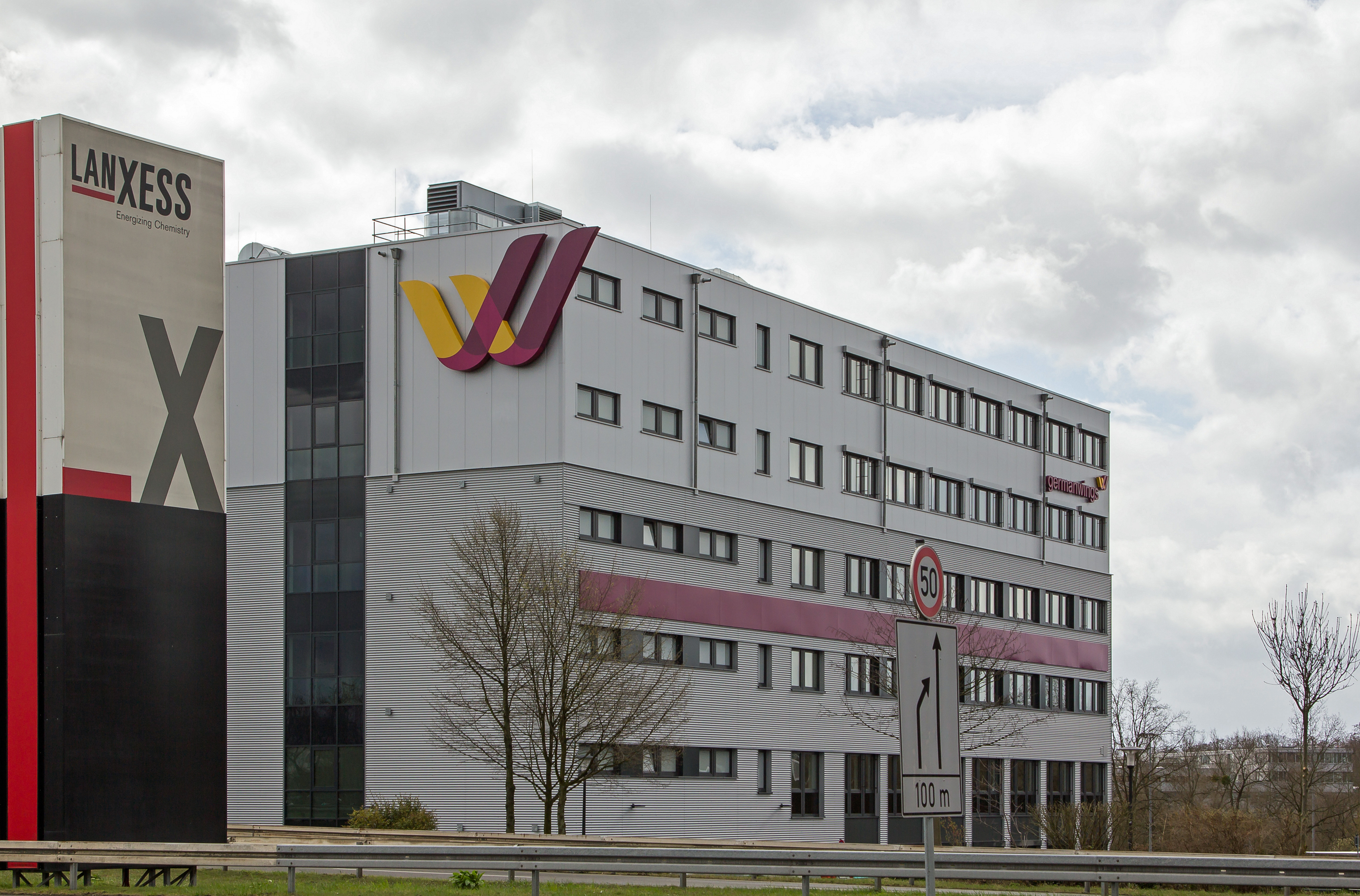
Hauptsitz der Germanwings im Kölner Stadtteil Porz-Grengel

Von 2009 bis 2017 existierte in Köln die Germanwings-Straße. Dafür wurde ein Teil der Waldstraße im Stadtteil Porz-Grengel umbenannt. Seit 2017 heißt dieser Teil wieder Waldstraße, nachdem die zuständige Bezirksvertretung dem Wunsch nicht nachgekommen war, die Straße in Eurowings-Straße umzubenennen.